# Norops matudai
Norops matudai är en ödleart som beskrevs av Smith 1956. Norops matudai ingår i släktet Norops och familjen Polychrotidae. Inga underarter finns listade i Catalogue of Life.